# 張星 (崇禎甲戌進士)
張星（1596年—？），字東井，號芝亭，河南歸德府永城縣人，明末清初政治人物。同進士出身。

## 生平
負有經濟之才，年二十九歲中天啓四年（1624年）甲子科河南鄉試第六十二名舉人，崇禎七年（1634年），登甲戌科會試第二十八名，廷試三甲第七十六名進士，户部觀政，本年六月授直隶清丰县知縣，劝导百姓重农植桑，以培养根本为务。兼摄開州、南阳两地事务，善于斷事，有诉讼案件，口讯耳听，筆判不停滞，各當其情，受到御史台官员的好评，先后交章举荐，行取考选，將被选授为御史。于時輔臣薛國觀被弹劾下狱，张星因为是其門生，受到牵连，被贬为养馬官，遂辞官归乡。家居時结诗社，栽花种竹，著有葩經、講意、菽草等诗集，仿若终身不再干涉仕途。後福王任命他为太常寺丞，他没有赴任，再晋升为少卿，到达南京時，张星知道形势不好，辞官不就，寓居于浙江天台县，游历浙江各处的山水景物。在局势稳定后，回到家乡，在家中建園林，四面砌玲珑怪石，中建一小屋舍，號曰石龛，绝意仕途，吟咏其间，作雲山以自娱。笔法有黄子久之遗意，兼工绘画，尤其是花鸟画，得之者貴如尺璧。著有《石龛诗草》。縣令程公为他刊刻出版，发行於世。吴下姚山期评价他的诗品是中州第一。

## 家族
曾祖张镗，惠安伯勳官；祖张天瑞，选贡、府教授；父张守鼎，庠生。